# Mont Frissell
Le mont Frissell est une montagne culminant à 747 m d'altitude dans l'État du Massachusetts aux États-Unis et traversée sur son versant sud par la frontière avec le Connecticut dont il constitue le point culminant avec 725 m d'altitude.